# Klášter milosrdných bratří (Valtice)
Konvent Milosrdných bratří ve Valticích v okrese Břeclav v Jihomoravském kraji byl založen v roce 1605 řádem Milosrdných bratří. Konvent byl přestavěn do dnešní podoby v letech 1662–1668. V roce 1673 byly přistavěny věže kostela svatého Augustina. Klášter byl komplexem konventu a špitálu Milosrdných bratří, jehož kompletní přestavba proběhla v roce 1892. V roce 1931 bylo k stávající nemocnici přistavěno ženské oddělení. Nemocnice slouží do dnešních dnů se zaměřením na léčbu dlouhodobě nemocných.
Milosrdní bratři je společenství laických bratří věnující se péči o nemocné. Kromě tří obvyklých slibů života čistoty (celibátu), chudoby a poslušnosti, bratři skládají ještě čtvrtý slib hospitality – péče o nemocné a jakkoli potřebné.

## Historie

### Vznik valtického konventu
Počátky péče o nemocné ve Valticích sahají do počátku 14. století, kdy zde byl založen špitál řádem minoritů, na jehož místě byl o století později postaven řádem františkánů nový klášter se špitálem.
Do střední Evropy se Milosrdní bratři dostali zásluhou knížeti Karlovi I. z Lichtenštejna, který s sebou přivedl na své valtické panství v roce 1605 dva řeholníky, Gabriela hraběte Ferrarského a Jana Křtitele z Cassenitti. S řádem se kníže Karel poprvé setkal u papežského dvora v Římě jako vyslanec císaře Rudolfa II.

### Založení konventu
Ve Valticích řád Milosrdných bratří převzal malý zastaralý špitál s kaplí svaté Barbory, ve kterém bylo pouze šest lůžek pro nemocné. Prvním představeným se stal Jan Křtitel Cassinetti. Kvůli těžkým poměrům v době třicetileté války přešla většina z řeholníků do Vídně. K zlepšení poměrů došlo až s nástupem převora Konstantina Scholze. Za jeho působení se začalo s výstavbou konventního traktu a s rozšířením původního špitálu pod patronátem kněžny Johanny Beatrix a knížete Karla Eusebia, syna Karla z Lichtenštejna. Stavební práce byly dokončeny v roce 1668. Práce na výstavbě kostela ještě pokračovaly do června roku 1671. V témže roce byl kostel vysvěcen a zasvěcen svatému Augustinu, patronu řádu Milosrdných bratří. Světitelem byl Jodok von Brendt, světící biskup lampacenský a pasovský. Pro nedostatečnou kapacitu lůžek byl špitál rozšířen v roce 1751 a 1762.

### Medicínsko-chirurgická škola
Pro péči o nemocné bylo zapotřebí, aby bratři byli odborně vzděláváni. Proto byla zřízena zvláštní profesura chirurgie v roce 1746, která se následně stala základem pro vznik medicínsko-chirurgické školy v roce 1754. Tato instituce připravovala bratry po složení prvních slibů nejen ke službě v nemocnici, ale i k dalšímu studiu na veřejných vysokých školách nebo univerzitě. V čele školy stál Norbert Boccius, který byl jejím ředitelem a také profesorem. Boccius byl v letech 1766–1784 valtickým převorem. Škola měla status řádného dvouletého studia a byla uznána jako přípravná škola pro uchazeče studia lékařství na univerzitě. Pro potřebu školy byla zřízena odborná knihovna, která byla otevřena 20. března 1763. V roce 1791 byla zrušena obdobná škola v pražském konventu, a tak se stala valtická jedinou svého druhu v celé řádové provincii. Od roku 1773 až do jejího zániku 1854 ji absolvovalo 240 bratří.

### Vojenský lazaret
Za napoleonských válek byl zřízen u špitálu vojenský lazaret. Kvůli přílivu raněných rakouských a francouzských vojáků byl konvent hospodářsky vytížen. Těžkým obdobím pro valtických konvent byla 50. léta 19. století, kdy v roce 1854 byly požárem poničeny hospodářské budovy a o rok později zasáhla Valtice cholerová epidemie a hned v následujícím roce tyfová nákaza. Za prusko-rakouské války v roce 1866 byli ve Valticích ubytováni rakouští a němečtí vojáci a zanedlouho po jejich odchodu zde vypukla cholera. Ke zlepšení poměrů došlo v 70. letech za převora Mariophila Fülbira, který se zasloužil o hospodářský a odborný rozvoj nemocnice. Nemocnice se potýkala nejen s nedostatkem lůžek, ale také neodpovídala tehdejším potřebám a standardům. Kvůli těmto důvodům nechal Jan II. z Lichtenštejna postavit na místech staré nemocnice novou. V roce 1889 byly vypracovány studie a stavební plány. S demolicí se začalo koncem dubna 1890 a základní kámen byl položen 31. července 1890. Nemocnice byla postavena a posvěcena v roce 1892.

### Vznik Československa
Během první světové války se z nemocnice opět stal vojenský lazaret. Po rozpadu Rakouska-Uherska se okamžitě objevily dohady o vymezení státní hranice. V oblasti jižní Moravy se jednalo o hraniční oblasti u Hevlína a na Valticku. O vedení hranice mezi Československem a Rakouskem bylo rozhodnuto podepsáním mírové smlouvy 10. září 1919 ve městě Saint-Germain-en-Laye. Valticko bylo k Československu definitivně připojeno 31. července 1920. Pro Milosrdné bratry toto připojení znamenalo ztrátu ekonomického zázemí, jelikož bylo orientováno na Dolní Rakousy. Kvůli zlepšení financování nemocnice bylo přistavěno ženské oddělení v letech 1930–1931, o které se staralo 12 Milosrdných sester řádu sv. Kříže z Choryně.

### Sudety
Šířením nacistické ideologie a následným anšlusem Rakouska se zvýšila aktivita podobně smýšlejících německých obyvatel Valticka, kteří požadovali připojení tohoto území k německé říši. Bratři se často stávali terčem útoku. Když se situace zhoršovala (Mnichovský diktát) a tamější obyvatelstvo se stěhovalo do vnitrozemí, rozhodl se provinciál Veremundus Tvrdý oslovit rakouské spolubratry, aby se postarali o valtický konvent, jelikož se obával vandalismu a rabování. Bylo rozhodnuto, že bratři odejdou z Valtic do vnitrozemí, a tak než dorazili bratři z vídeňského konventu, zůstalo sedm bratří, kteří se starali o těžce nemocné, a na ženském oddělení zůstalo sedm řádových sester. Po příjezdu vídeňských bratří zbylí bratři a sestry přešli do vnitrozemských konventů.
Druhá světová válka se značně dotkla života konventu a provozu nemocnice, kdy byl řád pronásledován za svůj odpor proti okupaci a kvůli pomoci pronásledovaným osobám. Za tento počin byli bratři vězněni nebo odvezeni do koncentračních táborů, ze kterých se někteří bratři již nevrátili. Konventy byly gestapem likvidovány.

### Komunistický režim
Po osvobození města Rudou armádou 21. dubna 1945 byla nemocnice vojáky obsazena. Po převzetí klášteru byly konvent a nemocnice ve špatném stavu. Na nemocničním dvoře byla hromada smetí, odpadků a biologického odpadu. V nemocnici i v konventu bylo vše rozházeno, rozbito a rozkradeno.
Po připravení nemocnice k řádnému provozu se začaly objevovat první útoky na konvent, vycházející z nastupujícího komunistického režimu. Bratři byli obviňováni z protistátního smýšlení. Například v roce 1947 byl zatčen převor Josef Dismas Vrbík a obviněn z údajného šíření protistátních letáků. Nakonec byl pro nepravdivé obvinění propuštěn, ale stačilo to jako důvod, aby bylo bratrům v říjnu 1948 zabaveno celé konventní hospodářství a převedeno pod správu tamějšího velkostatku. K 1. lednu 1949 byla nemocnice zestátněna a 29. dubna 1960 byl konvent rozpuštěn.
Po pádu totalitního režimu nebyly konvent ani nemocnice řádu navráceny s výjimkou kostela svatého Augustina. Nemocnice nadále funguje se zaměřením na léčbu dlouhodobě nemocných.